# Èczema
Un èczema és una afecció dermatològica (de la pell), caracteritzada per una inflamació que presenta diverses lesions com: eritema, vesícules, pàpules i exsudació. El nom deriva del grec ἔκζεμα (erupció) i ξεχειλίζω (brollar, sortir a la superfície). També s'usa o s'aplica aquest terme per a dermatitis causades per contacte amb una substància per a la qual es troba sensibilitzat el pacient (èczema de contacte). Es caracteritza per un envermelliment de la zona afectada seguida d'una forta picor; pot escampar-se de manera fàcil i ràpida a altres àrees del cos. Les seves lesions poden infectar-se fàcilment, sobretot en nens.
Rebia el nom popular de mal de Santa Rufina.
Ocasionalment, el seu origen és una reacció adversa a determinats fàrmacs.
Una de les malalties professionals més comuna és l'èczema de les mans causat per exposició a agents irritants químics, físics o mecànics.

## Tipus
Existeixen múltiples tipus d'èczemes, entre ells: 
- èczema seborreic.[9]
- èczema atòpic.
- èczema papilós o brià.[10]
- èczema dishidròtic.[11]
- èczema nummular o discoide.[12]
- èczema varicós.[13]
- èczema per Coxsackievirus.[14]
- èczema peribucal.[15]
- èczema per calçat.[16]
- èczema per al·lèrgia al pol·len.[17]
- èczema per al·lèrgia al niquel.[18]
- èczema per AINEs tòpics.[19]
- èczema òtic.[20]
- èczema herpètic.[21]
- èczema actínic crònic.[22]
- èczema xeròtic o asteatòtic.[23]
- Neurodermatitis.[24]